# Księstwo bierutowskie

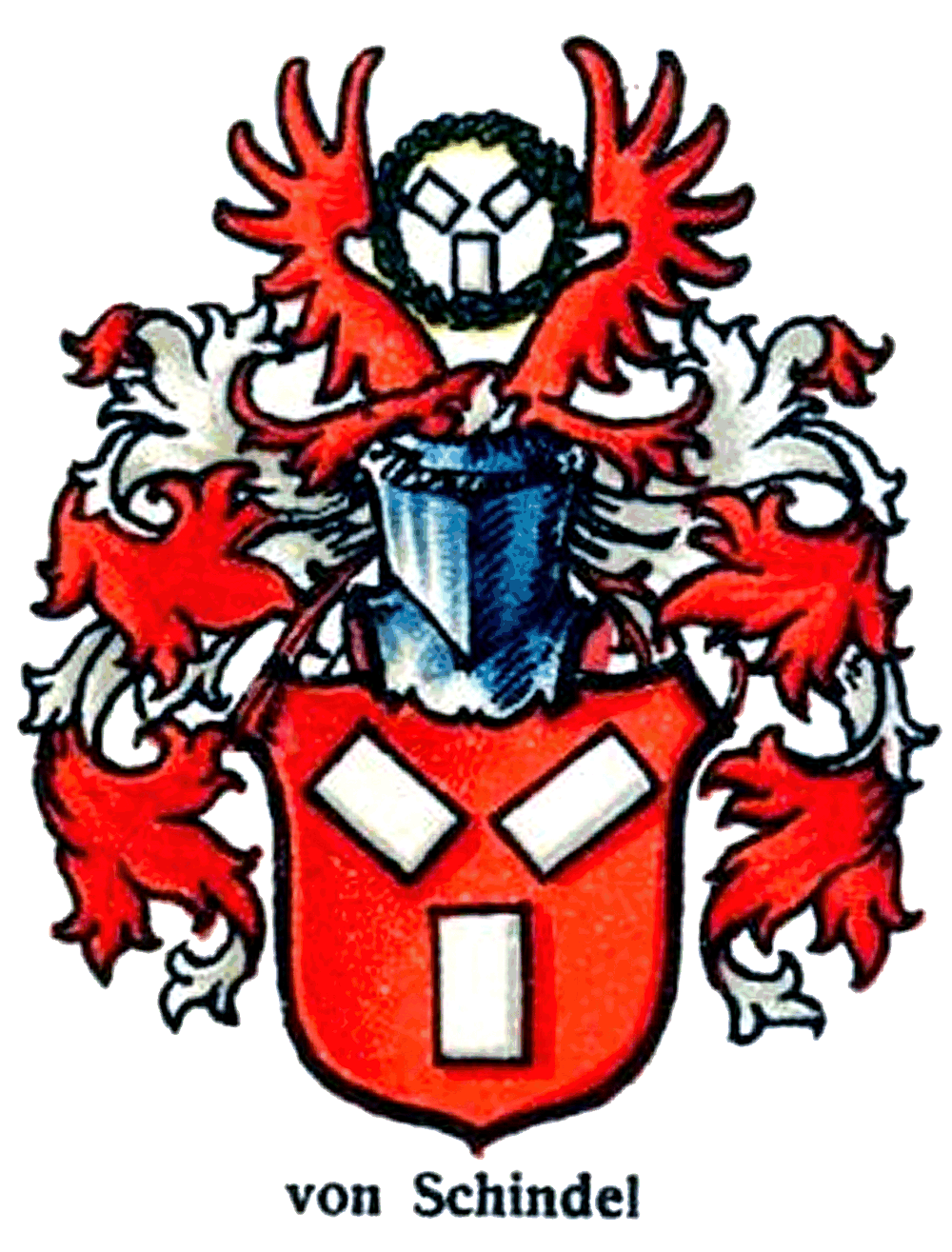
Herb rodziny Schindel

Herb Wirtembergów oleśnickich

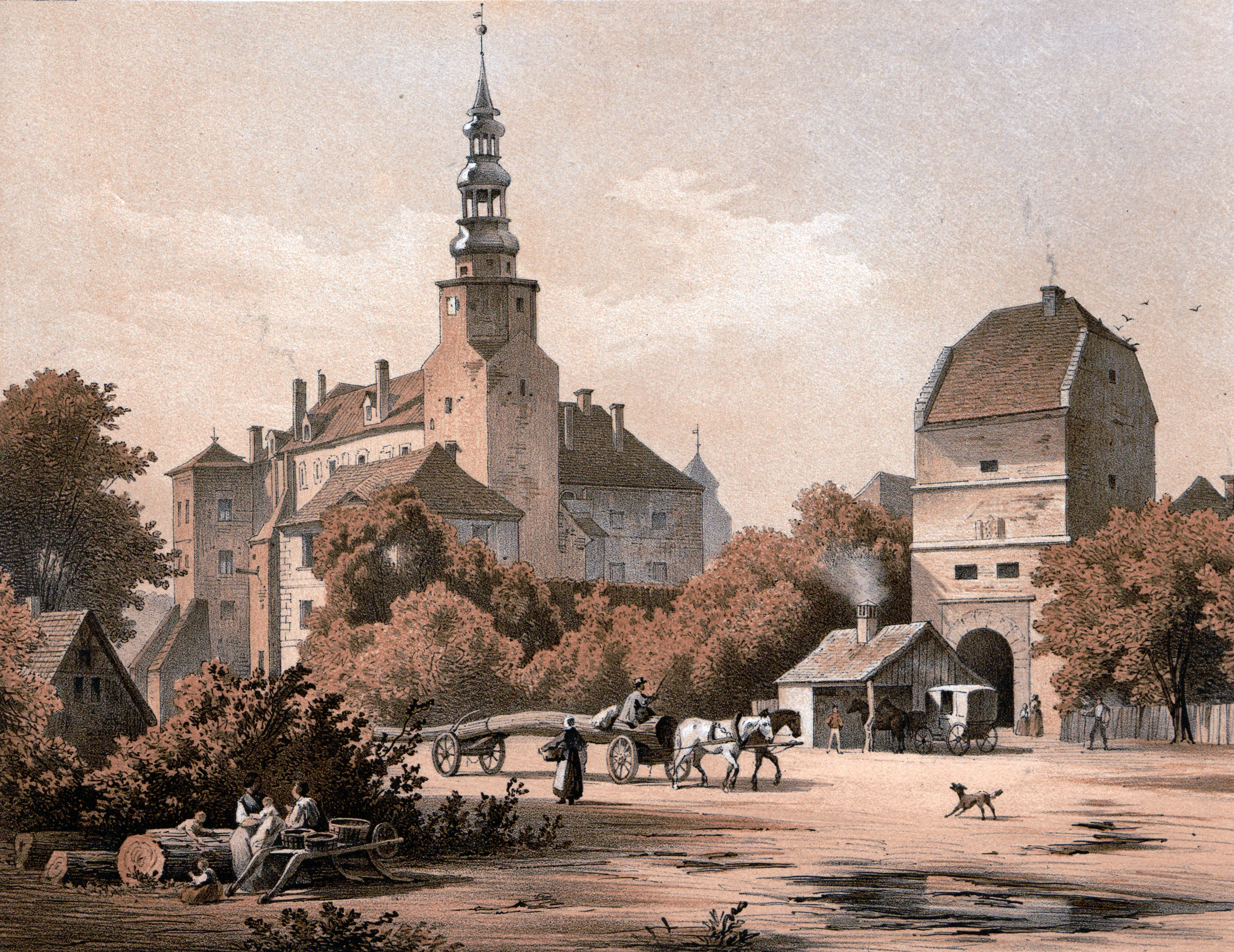
Zamek w Bierutowie, XIX w.

Księstwo bierutowskie (niem. Herzogtum Bernstadt, cz. Bernštatské knížectví) – księstwo śląskie z siedzibą w dzisiejszym Bierutowie na Dolnym Śląsku. Powstało przez oddzielenie od księstwa oleśnickiego. Początkowo znajdowało się we władaniu oleśnickiej linii Piastów Śląskich, aż do jej wygaśnięcia - ostatni przedstawiciel, książę Konrad X Biały, zmarł 21 września 1492. W 1495 księstwa bierutowskie i oleśnickie znalazły się we władaniu książąt ziębickich z rodu Podiebradów. W 1647 księstwo bierutowskie przeszło pod panowanie Wirtembergów. W 1742 zostało włączone do księstwa oleśnickiego.

## Książęta Bierutowscy

### Piastowie śląscy
- Konrad IV Starszy (1412–1447), biskup wrocławski od 1417
  - Konrad VII Biały (1447–1450), brat, książę oleśnicki od 1412
- Konrad IX Czarny (1450–1471), bratanek, książę oleśnicki
  - Konrad X Biały (1471–1492), brat, książę oleśnicki

Linia wygasa i księstwo przechodzi pod władanie Czech.

### Podiebradowie
- Henryk I Starszy z Podiebradów (1495–1498), książę ziębicki od 1462
- Karol I Podiebradowicz (1498–1536), syn, książę ziębicki i oleśnicki
- Henryk II Podiebradowicz (1536–1548), syn, książę ziębicki i oleśnicki do 1542
- Henryk III Podiebradowicz (1548–1587), syn
  - Jan Podiebradowicz (1548–1565), wujek Henryka III, książę ziębicki i oleśnicki jako regent

Księstwo zostaje sprzedane.

### Ród Schindel
- Heinrich von Schindel, książę bierutowski 1574
- Katarzyna von Schindel, księżna bierutowska od 1576
- Jonas von Schindel, ostatni członek rodu von Schindel noszący tytuł księcia bierutowskiego (do 1603)

Księstwo zostaje sprzedane i trafia ponownie do Podiebradów.

### Podiebradowie
- Karol II Podiebradowicz (1604–1617), bart Henryka III, książę oleśnicki od 1565
- Henryk Wacław Podiebradowicz (1617–1639), syn
  - Karol Fryderyk Podiebradowicz (1639–1647), brat, książę oleśnicki od 1617

Linia wygasa i księstwo przechodzi pod władanie Czech.

### Wirtembergowie
- Sylwiusz Wirtemberski (1648–1664), zięć Karola Fryderyka I Podiebradowicza
  - Chrystian legnicki, 1664–1669, regent
- Krystian Wirtemberski (1669–1697), syn Sylwiusza Wirtemberskiego, książę oleśnicki od 1697
- Karol Wirtemberski (1697–1745), bratanek

Linia książąt bierutowskich wygasa i ziemie wracają do księstwa oleśnickiego.